# Complesso Monte Telegrafo e Rocca Ficuzza
Complesso Monte Telegrafo e Rocca Ficuzza este o arie protejată (arie specială de conservare — SAC, sit de importanță comunitară — SCI) din Italia întinsă pe o suprafață de 5.289 ha, integral pe uscat.

## Localizare
Centrul sitului Complesso Monte Telegrafo e Rocca Ficuzza este situat la coordonatele 37°36′07″N 13°08′20″E / 37.601944°N 13.138889°E.

## Înființare
Situl Complesso Monte Telegrafo e Rocca Ficuzza a fost declarat sit de importanță comunitară în septembrie 1995 pentru a proteja 1 specie de plante și 18 specii de animale. Situl a fost protejat și ca arie specială de conservare în decembrie 2015.

## Biodiversitate
Situată în ecoregiunea mediteraneană, aria protejată conține 5 habitate naturale: Tufărișuri termo-mediteraneene și de pre-deșert, Păduri de stejar alb estice, Pseudostepă cu ierburi și specii anuale de Thero-Brachypodietea, Păduri de Quercus ilex și Quercus rotundifolia, Pante stâncoase calcaroase cu vegetație casmofită.
La baza desemnării sitului se află mai multe specii protejate:
- plante (1): Dianthus rupicola
- păsări (18): Alectoris graeca whitakeri, fâsă-de-câmp (Anthus campestris), Aquila fasciata, ciocârlie-cu-degete-scurte (Calandrella brachydactyla), dumbrăveancă (Coracias garrulus), Falco biarmicus, Falco naumanni, șoim călător (Falco peregrinus), muscar negru (Ficedula hypoleuca), sfrâncioc cu cap roșu (Lanius senator), ciocârlie de pădure (Lullula arborea), ciocârlie de bărăgan (Melanocorypha calandra), prigoare (Merops apiaster), vultur egiptean (Neophron percnopterus), pietrar mediteranean (Oenanthe hispanica), mărăcinar (Saxicola rubetra), Sylvia conspicillata, pupăză (Upupa epops)

Pe lângă speciile protejate, pe teritoriul sitului au mai fost identificate 6 specii de plante, 6 specii de păsări, 3 specii de mamifere, 21 de specii de nevertebrate, 1 specie de reptile.